# Hans Priebe
Hans Priebe (* 30. Juni 1906 in Mückenberg; † 14. Juli 1951) war ein deutscher Prähistoriker.

## Leben
Priebe war der Sohn eines Lehrers und besuchte in Zeitz die Oberrealschule. Bedingt durch die Hyperinflation verarmte seine Familie und Priebe musste seine Schulbildung zunächst abbrechen und wurde Zimmerer. Später konnte er seine Schulbildung in Cottbus fortsetzen, wo er das Realgymnasium besuchte und das Abitur ablegte. 1928 begann er an der Universität Halle ein Studium der Geschichte und neueren Sprachen, wechselte dann aber zur Vorgeschichte. Er arbeitete für die Landesanstalt für Vorgeschichte in Halle, für das Märkische Museum in Berlin und das Landesmuseum in Schneidemühl. In Halle promovierte er zum Thema Die Westgruppe der Kugelamphoren. An der nun umbenannten Landesanstalt für Volkheitskunde erhielt er eine Assistenzstelle und widmete sich vorwiegend der Aufnahme der Bodendenkmäler. Anfang 1940 wurde Priebe zum Kriegsdienst einberufen, was zugleich das Ende seiner wissenschaftlichen Laufbahn bedeutete. Er geriet in britische Kriegsgefangenschaft, aus der er 1949 entlassen wurde. Seine frühere Tätigkeit konnte er nicht wieder aufnehmen. Am 14. Juli 1951 starb Priebe nach schwerer Krankheit.
Priebes Dissertation blieb seine einzige monografische Veröffentlichung. Sie stellte die bis dahin umfangreichste Materialsammlung zur westlichen Kugelamphorenkultur dar und blieb für 50 Jahre ein Standardwerk, bis Hans-Jürgen Beier 1988 eine neue Gesamtdarstellung vorlegte. Die Wert von Priebes Arbeit liegt jetzt noch darin, das seine Datengrundlage auch Fundstellen umfasst, welche im Zweiten Weltkrieg zerstört wurden. Ein Beispiel hierfür ist das Megalithgrab von Kuźnica Żelichowska in Polen (das ehemalige Selchowhammer im Netzekreis).

## Schriften
- Die Westgruppe der Kugelamphoren (= Jahresschrift für die Vorgeschichte der sächsisch-thüringischen Länder. Band 28). Gebauer-Schwetschke, Halle 1938.